# Samji
Samji était une maison d'édition française spécialisée dans le manhwa, fondée en septembre 2008 et disparue fin 2011,.
Elle fut fondée par René Park, ancien directeur des labels coréens de SEEBD Saphira et Tokebi. Ainsi, à la suite du dépôt de bilan de SEEBD, il a repris ces catalogues pour que les lecteurs puissent lire la fin de leurs séries.

## Catalogue
|  | Manga / Manhua / Manhwa dont la commercialisation a été arrêtée. |